# Metakrylat

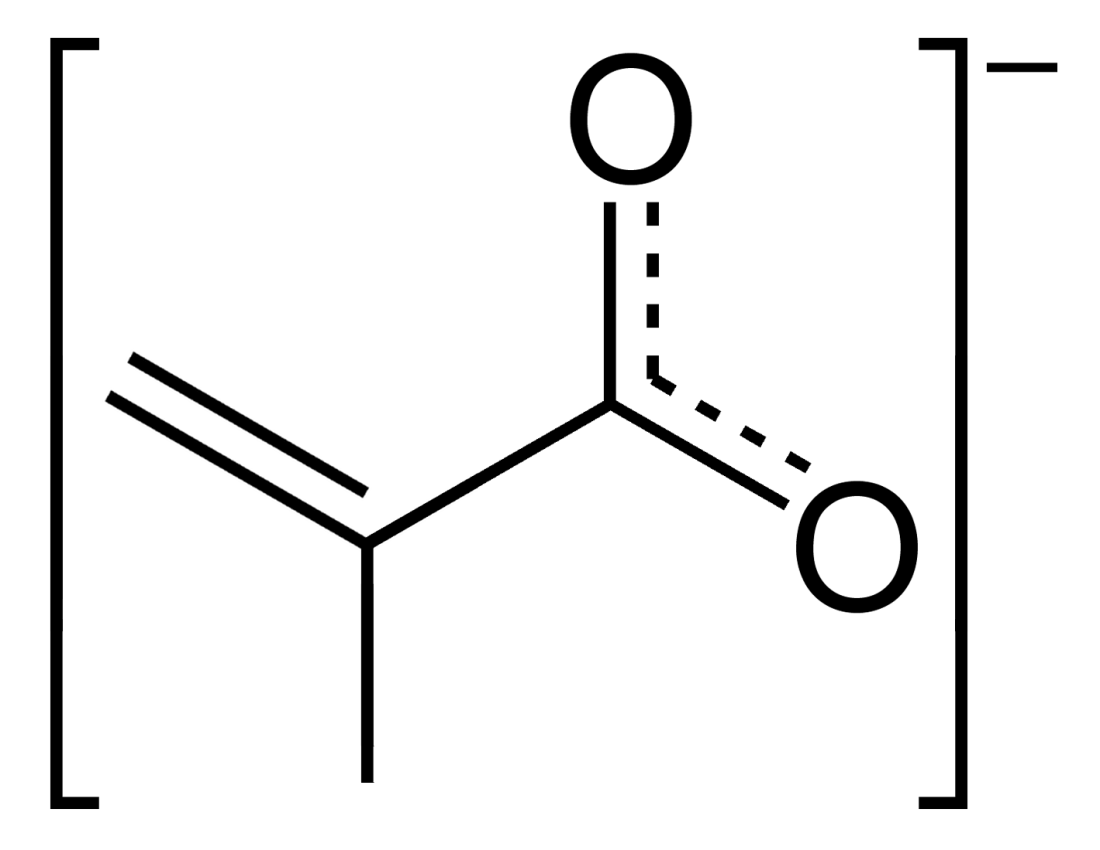
Strukturformel för metakrylatjonen.

Metakrylat eller 2-metylpropenoat är salter och estrar av metakrylsyra. Det är en omättad karboxylatjon och består av en vinylgrupp, en metylgrupp och en karboxylgrupp med en extra syreatom som ger jonen laddningen -1.
Den är mycket lik akrylatjonen. Det enda som skiljer är den extra metylgruppen.

## Salter
Metakrylatsalter är jonföreningar som innehåller metakrylatjoner (C2H3(CH3)CO2–).

## Estrar
Metakrylatestrar har den generella formen C3H5COOR, där R är en organylgrupp.